# Dataganj
Dataganj is een nagar panchayat (plaats) in het district Budaun van de Indiase staat Uttar Pradesh.

## Demografie
Volgens de Indiase volkstelling van 2001 wonen er 21.672 mensen in Dataganj, waarvan 53% mannelijk en 47% vrouwelijk is. De plaats heeft een alfabetiseringsgraad van 50%.